# Боб Бімон
Роберт (Боб) Бімон (англ. Bob Beaomn, 29 серпня 1946) — американський стрибун у довжину, олімпійський чемпіон, рекордсмен світу.
Рекорд світу 8 м 90 см, встановлений Бімоном на Олімпіаді 1968 року в Мехіко, протримався 22 роки 326 днів, доки його не побив у 1991-му Майк Пауелл.

## Ранні роки життя
Роберт Бімон народився в Південній Ямайці, Квінз, Нью-Йорк.
Коли він навчався в школі, його помітив відомий тренер із легкої атлетики Ларрі Елліс. Бімона включили у всеамериканську легкоатлетичну команду. У 1965 він був другим за рейтингом серед американських стрибунів у довжину й отримав стипендію Техаського університету в Ель-Пасо.
У 1965 Бімон встановив рекорд із потрійного стрибка серед студентів. 1967 року він виграв змагання зі стрибків у довжину чемпіонату США в закритих приміщеннях і здобув срібну медаль Панамериканських ігор у цій дисципліні.
Бімон відмовився виступати проти команди університету Брігема Янга, стверджуючи, що той проводить расистську політику, за що його навчання в Техаському університеті призупинили. Він залишився без тренера, й тренувався неофіційно під керівництвом іншого олімпійця Ральфа Бостона.

## Олімпіада 1968

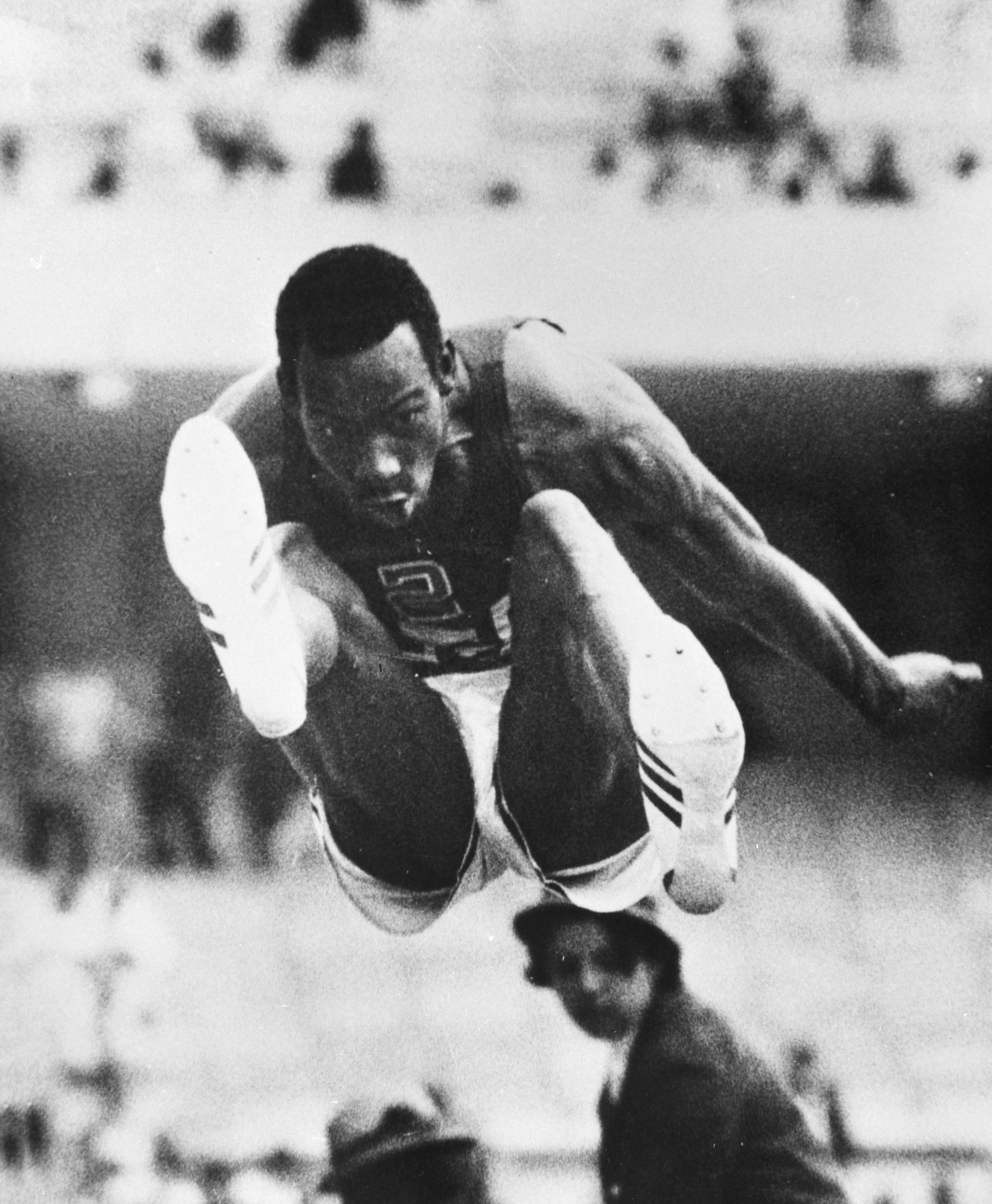
Боб Бімон у 1968

Перед Олімпіадою в Мехіко Бімон був фаворитом: того року він виграв 22 з 23 змагань, встановив свій особистий рекорд 8 м 33 см, мав також результат 8,39 при сприятливому вітрі. На Олімпіаді він ледь не вибув у кваліфікаційних змаганнях, зробивши два заступи, але потім переміряв розбіг і зумів кваліфікуватися в останній спробі. Його супротивниками в фіналі були чемпіони двох попередніх Олімпіад американець Ральф Бостон та британець Лінн Дейвіс, а також дворазовий бронзовий призер Ігор Тер-Ованесян, який представляв Радянський Союз.
18 жовтня Бімон установив світовий рекорд, стрибнувши в першій спробі на 8,90. Попередній рекорд було поліпшено на 55 см. Коли оголосили результат, Бімон не зразу зрозумів, що він зробив, оскільки не знав метричної системи. Його тренер і товариш в американській команді Ральф Бостон повідомив Бобу, що він перевищив рекорд світу майже на 2 фути, у Бімона від емоційного шоку підігнулися ноги. Він упав на коліна, закрив обличчя руками, супротивники допомогли йому звестися. Чемпіон попередньої Олімпіади Лінн Дейвіс сказав Бімону: «Ти знищив це змагання».
До стрибка Бімона рекорд світу покращували, починаючи з 1901 року, 13 разів, у середньому на 6 см, найбільше на 15 см. Тільки через 22 роки, в 1991-му Майк Пауелл стрибнув на 8,95 на токійському чемпіонаті світу, але результат Бімона досі залишається олімпійським рекордом.
Бімон приземлився в далекому кінці ями з піском. Пристрій, що вимірював довжину стрибка, не передбачав такого результату, тож судді змушені були вимірювати вручну, що додало результату сенсаційності. Незабаром після цього стрибка почався дощ, що завадило супротивникам конкурувати. Друге місце зайняв Клаус Бер з результатом 8,19 м.
Рекорду сприяли кілька природних факторів. На висоті Мехіко опір повітря менший, що повинно було додати до довжини приблизно 4 см. Попутний вітер був 2 м/с, що є максимальним значенням, при якому рекорди ще фіксують. За оцінками це могло додати до результату ще 31 см. Крім рекорду Бімона, світові рекорди було покращено у всіх спринтерських та стрибкових дисциплінах. Лі Еванс встановив рекорд у бігу на 400 метрів, що тримався 20 років.
Бімон більше ніколи не стрибав далі, ніж 8,22. Sports Illustrated назвав рекорд Бімона серед 5 найвизначніших спортивних подій XX століття.

## Після рекорду
Незабаром після Олімпіади в Мехіко, Бімона драфтувала баскетбольна команда Фінікс Санз. 1972 року він закінчив Університет Аделфі за спеціальністю соціологія.
Бімон займався пропагандою спорту серед молоді, співпрацював із колишнім губернатором Каліфорнії Арнольдом Шварценегером, вів спортивні програми в кількох університетах.
Джошуа Ортіс знімає документальний фільм Behind The 8.9. Планується показати його на Олімпіаді 2016.